# Protothelenella corrosa
Protothelenella corrosa är en lavart som först beskrevs av Körb., och fick sitt nu gällande namn av H. Mayrhofer & Poelt. Protothelenella corrosa ingår i släktet Protothelenella och familjen Protothelenellaceae.  Arten är reproducerande i Sverige. Inga underarter finns listade i Catalogue of Life.